# Liste der Biografien/Baq
Liste der Biografien |
Portal Biografien |
Personensuche
# |
A |
B |
C |
D |
E |
F |
G |
H |
I |
J |
K |
L |
M |
N |
O |
P |
Q |
R |
S |
T |
U |
V |
W |
X |
Y |
Z |
?
 
Ba |
Be |
Bd |
Bg |
Bh |
Bi |
Bj |
Bl |
Bm |
Bn |
Bo |
Br |
Bs |
Bu |
Bw |
By |
Bz
 
Baa |
Bab |
Bac |
Bad |
Bae |
Baf |
Bag |
Bah |
Bai |
Baj |
Bak |
Bal |
Bam |
Ban |
Bao |
Bap |
Baq |
Bar |
Bas |
Bat |
Bau |
Bav |
Baw |
Bax–Baz
Die Liste der Biografien führt alle Personen auf, die in der deutschsprachigen Wikipedia einen Artikel haben. Dieses ist eine Teilliste mit 23 Einträgen von Personen, deren Namen mit den Buchstaben „Baq“ beginnt.

## Baq

### Baqa
- Baqai, Mozaffar (1912–1987), iranischer Politiker
- Baqauow, Bolat (* 1971), kasachischer Politiker

### Baqi
- Baqī ibn Machlad (817–889), islamischer Hadith-Gelehrter und Koranexeget
- Bāqillānī, al- († 1013), islamischer Theologe

### Baqo
- Baqoyev, Ulugʻbek (* 1978), usbekischer Fußballspieler

### Baqq
- Baqqai, Sidi Ahmad al- († 1865), westafrikanischer Korangelehrter

### Baqt
- Baqtijarow, Aqmal (* 1998), kasachischer Fußballspieler

### Baqu
- Baqué, Egbert (* 1952), deutscher Galerist, Autor, Übersetzer
- Baque, Joe (1922–2022), US-amerikanischer Jazzmusiker (Piano)
- Baquedano, Manuel (1823–1897), chilenischer General
- Baqueiro Foster, Gerónimo (1898–1967), mexikanischer Musikwissenschaftler, Komponist, Flötist und Oboist
- Baquerizo Macmillan, Elsa (* 1987), spanische Beachvolleyballspielerin
- Baquerizo Moreno, Alfredo (1859–1951), ecuadorianischer Politiker, Präsident von Ecuador (1916–1920)
- Baquero Goyanes, Mariano (1923–1984), spanischer Romanist und Hispanist
- Baquero, Ivana (* 1994), spanische SchauspielerinIvana Baquero (* 1994)

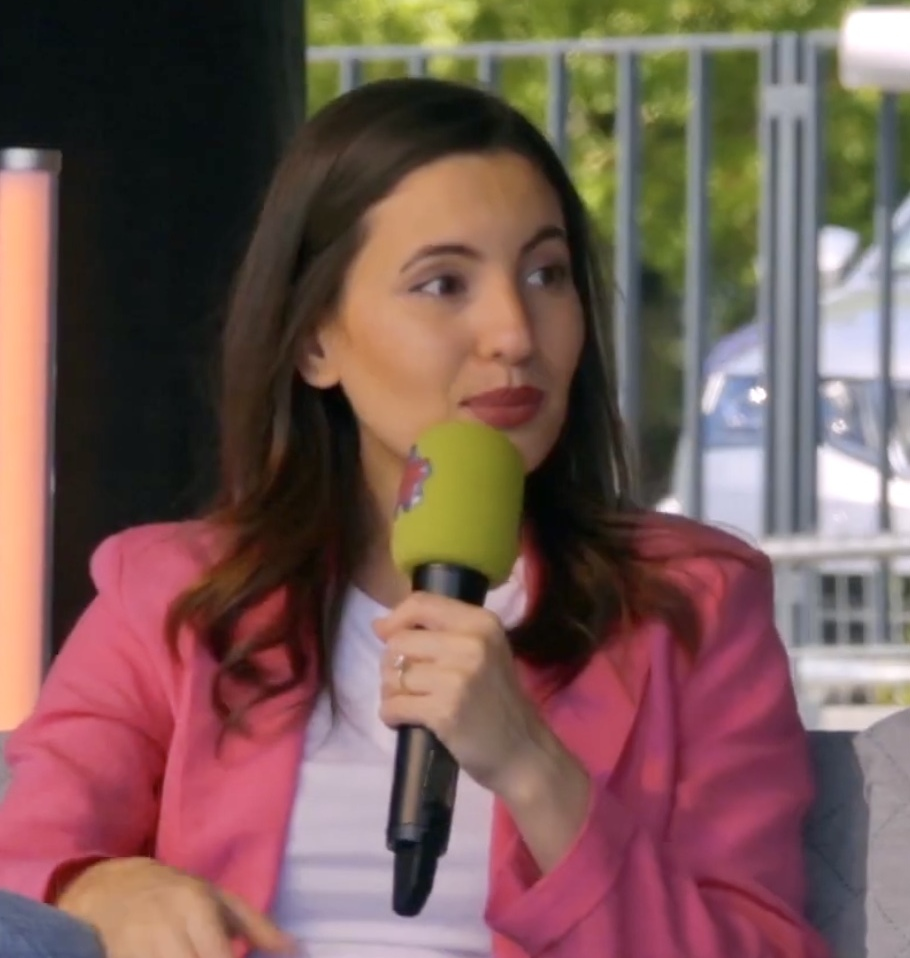
Ivana Baquero (* 1994)

- Baquero, Pedro (* 1970), philippinischer Ordensgeistlicher, römisch-katholischer Bischof von Kerema
- Baquet, Achille (1885–1956), US-amerikanischer Jazzmusiker
- Baquet, Dean (* 1956), US-amerikanischer Journalist
- Baquet, Frank (* 1964), deutscher Fotograf und Fotokünstler
- Baquet, George (1883–1949), US-amerikanischer Jazz-Klarinettist des frühen New Orleans Jazz
- Baquet, Maurice (1911–2005), französischer Schauspieler, Sportler und Musiker
- Baquié, Richard (1952–1996), französischer Designer und Bildhauer
- Baquoy, Maurice († 1747), französischer Kupferstecher